# Сергей Максимилианович, герцог Лейхтенбергский
Светлейший князь Сергей Максимилианович Рома́новский, герцог Лейхтенбергский, князь Эйхштедтский де Богарне. (8 [20] декабря 1849, Санкт-Петербург — 12 [24] октября 1877, Иваново, Болгария) — член Российского императорского дома (с титулом «Императорское высочество»), первый член Российского императорского дома, погибший на войне, будучи офицером на фронте. Незадолго до гибели награждён Золотым оружием с надписью «За храбрость», за взятие Тырнова и произведен в генерал-майоры.

## Биография
Сергей Максимилианович был шестым ребёнком и третьим сыном в семье великой княгини Марии Николаевны и герцога Максимилиана Лейхтенбергского. Внук императора Николая I и правнук Жозефины Богарнэ. С рождения числился в лейб-гвардии Преображенском полку.
Получал домашнее образование: с 1853 по 1863 гг. под руководством Ф. К. Дитерихса, с 1867 года — под руководством Владимира Николаевича Зубова, старшего адъютанта Генерального штаба. В воспитании сыновей великая княгиня Мария Николаевна придерживалась методов своего отца, императора Николая I. По воспоминаниям брата Сергея — Николая Максимилиановича — детей «далеко не нежили… Спали всегда на походных кроватях, летом на тюфяках, набитых сеном, и покрывались одним пикейным одеялом».
После завершения образования должен был начать службу в Министерстве иностранных дел, но выбрал военную карьеру, характерную для Романовых. Служил в лейб-гвардии Конном полку. Полк не участвовал в военных действиях, но Сергей Максимилианович добился отправки на фронт.

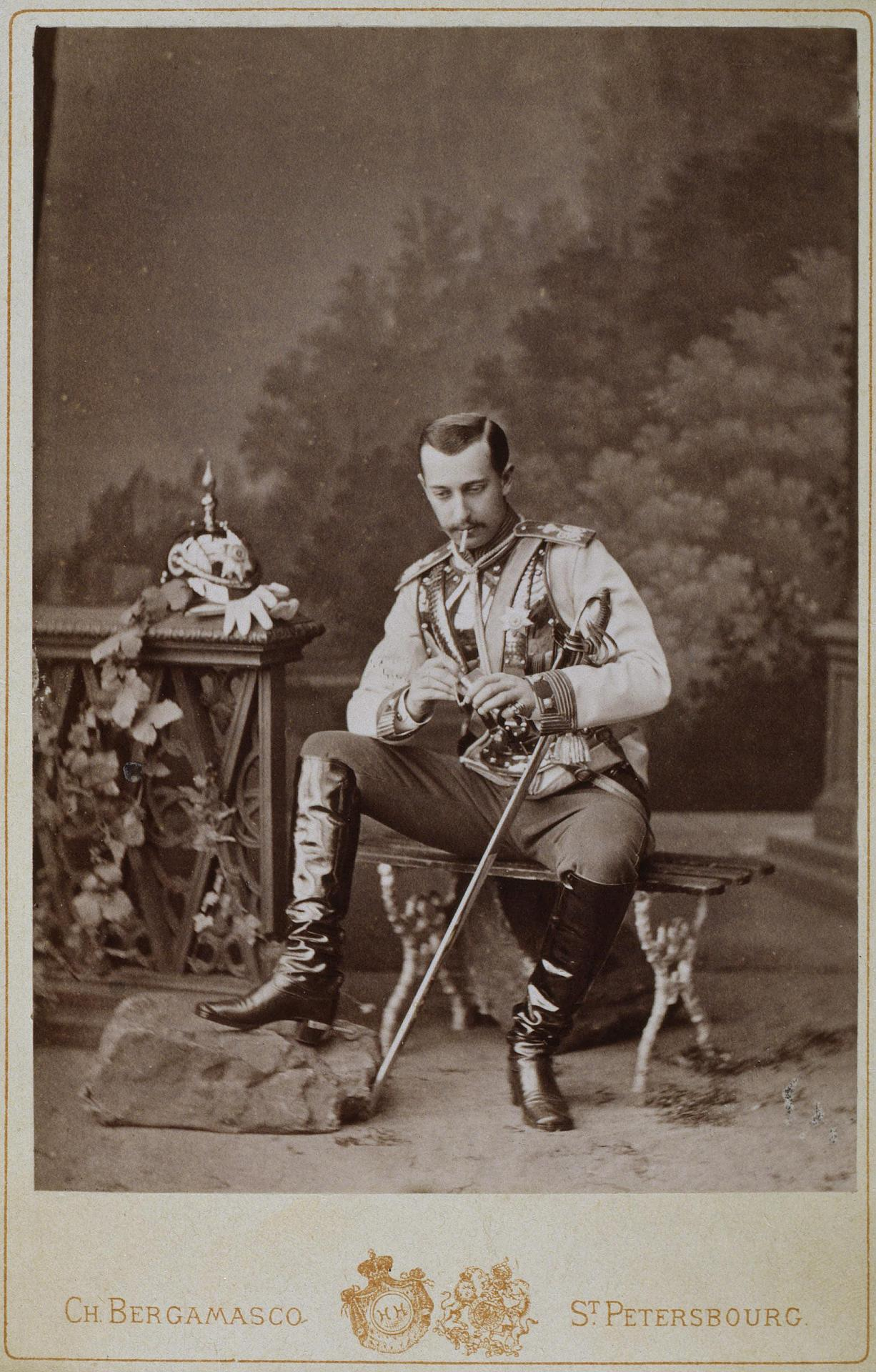
Сергей Максимилианович, герцог Лейхтенбергский (середина 1870-х гг)

В начале Русско-турецкой войны князь Романовский отправился на передовую и участвовал в боях за освобождение Болгарии. Состоял при цесаревиче Александре Александровиче. За взятие Тырнова в 1877 году произведён в генерал-майоры. 12 октября 1877 года во время разведки в Рущукском отряде под местечком Йован-Чифтлик (ныне село Иваново в Болгарии), Сергей Максимилианович был убит пулевым ранением в голову. Князь Романовский стал первым членом Российского императорского дома, погибшим на войне (вторым стал князь императорской крови Олег Константинович).

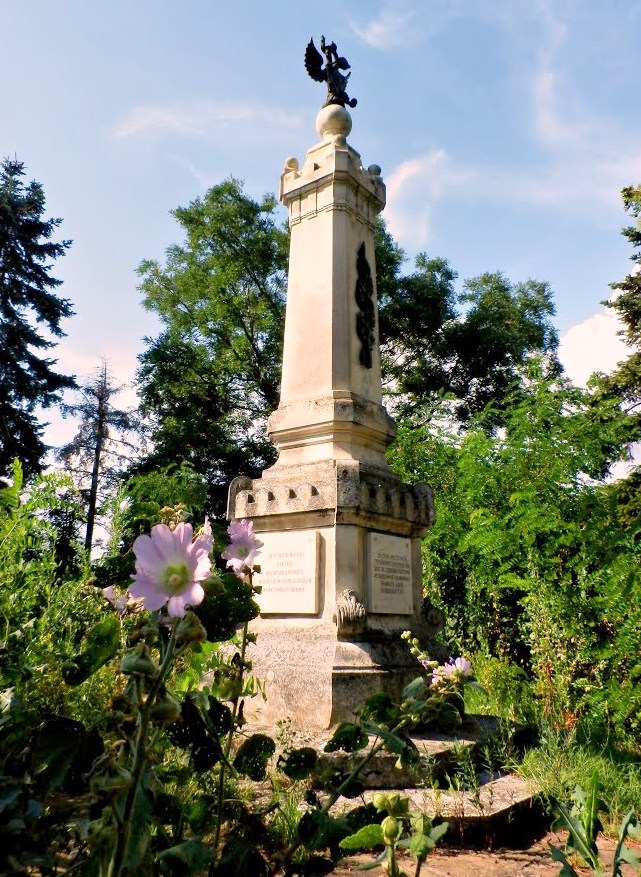
Памятник герцогу Лейхтенбергскому Сергею Максимилиановичу Романовскому, убит 12 октября 1877 г. возле д. Йован-Чифлик (Иваново) Болгария

Женат не был, потомства не оставил. Похоронен рядом с матерью в Петропавловском соборе, после постройки в 1908 году Великокняжеской усыпальницы захоронение было перенесено туда. В его память построен придел во имя преподобного Сергия Радонежского в церкви Преображения Господня в Лесном. По словам А. А. Половцова, светлейший князь Сергей Максимилианович 

Был красивой наружности, высокого роста, стройного стана, весьма острого ума заражённого некоторой пронырливостью, проницательно направленного к чисто практическим или скорее пустым целям. Не получив среднего образования, он сосредотачивал всю свою деятельность на сплетнях, кутежах, чтении поверхностных книг, посещении клуба, обедах, джине и приобретении мелких художественных вещей. При другом воспитании из него мог бы выйди замечательный человек, потому что способности в нём были недюжинные, но какая-то дворцовая суетливость обезобразила начатки щедро дарованные ему природой. Из всех четырех сыновей, он по талантливости наиболее напоминал свою неординарную мать. Из всех братьев он наиболее был близок с сестрой Еленой Строгановой.

## Награды
- Орден Святого апостола Андрея Первозванного (28.12.1849/09.01.1850),
- Орден Святого Александра Невского (28.12.1849/09.01.1850),
- Орден Белого Орла (28.12.1849/09.01.1850),
- Орден Святой Анны 1-й степени (28.12.1849/09.01.1850),
- Орден Святого Станислава 1-й степени (11 /23.06.1865),
- Золотой палаш с надписью «За храбрость» (15/27.09.1877),
- Орден Святого Губерта (Бавария),
- Орден Вюртембергской короны 1-й степени (Вюртемберг).